# CollaNote
CollaNote ist eine Notiz-Software für iOS, iPadOS und macOS, die es Benutzern ermöglicht, Notizen und Ideen zusammenzufassen und zu organisieren. Mit dieser App können Notizen erstellt, bearbeitet und geteilt werden.
CollaNote legt den Fokus auf die Möglichkeit der Zusammenarbeit in Echtzeit bei der Erstellung von Notizen. Wie der Name CollaNote bereits andeutet, vereint er die Bedeutungen von Collaboration und Notizen in sich: 'Colla' steht für Zusammenarbeit und 'Note' für Notizen, was den Kern der Anwendung zusammenfasst. Notizen werden durch die Verbindung mit iCloud automatisch auf allen verbundenen Geräten aktualisiert.

## Geschichte
CollaNote wird von einem vietnamesischen Studenten entwickelt, der an der Universität Hamburg studiert.
Die App hat sich seit der Veröffentlichung am 7. Januar 2021 im Apple App Store als sehr erfolgreiche Notiz-App bei Studenten weltweit etabliert. Bereits im ersten Jahr wurde sie mehrfach in verschiedenen Ländern App des Tages.
Ein wichtiger Faktor für die rasche Verbreitung von CollaNote ist die Popularität auf Social-Media-Plattformen, wie z. B. TikTok, Twitter, YouTube und Instagram. Durch die Veröffentlichung vieler Benutzer-Videos, erreichte die App über 90 Millionen Views auf den Hashtag #CollaNote bei TikTok und erlangte dadurch eine große Sichtbarkeit und wurde bekannter bei einer breiten Öffentlichkeit weltweit. Im asiatischen Raum findet man CollaNote auf BiliBili, Weibo und insbesondere auf Xiaohongshu, der „Chinesischen Antwort auf Instagram“.
CollaNote generiert auf Reddit, einer der größten Online-Communities, eine breite Anhängerschaft, wobei der Subreddit von CollaNote zu den oberen 10 % zählt.
In der Folge wurden große Medienportale, wie CNN auf die App aufmerksam; in einem Beitrag der CNN-News18 wird CollaNote im Artikel: „3 iPad Produktivitäts-Apps, die die Art und Weise, wie du dein iPad benutzt, verändern werden“ vorgestellt. Sabay Digital Corporation empfiehlt CollaNote für Studenten um „Ihr Studium reibungsloser zu gestallten“ Nogoom Masrya empfiehlt die App Studenten: „...die nach einer effektiven Notiz-App suchen“. iMoD, ein Online-Portal für MultiMedia in Thailand schlägt es Studenten als eine von 5 Apps vor, „die Schüler definitiv lieben werden“. MakeUseOf, kurz MUO, einer der größten Online-Technologiepublikationen im Internet, nennt: „12 Gründe, warum CollaNote Ihre Notizen-App für das iPad sein sollte“. iMBC, die Internetsparte der MBC TV Gruppe Korea, betont, dass es einem Studenten mit der App CollaNote gelungen ist, die Vorteile mehrerer anderer Note-Taking-Apps in einer App zu vereinen.

## Konzept und Verwendung
Als Student hat der Entwickler von CollaNote die App mit einem besonderen Fokus auf die Bedürfnisse von Studierenden konzipiert. Eine der wichtigsten Funktionen ist die Möglichkeit, während einer Vorlesung das Gesagte aufzuzeichnen und sich gleichzeitig Notizen zu machen. Dies ermöglicht es Benutzern, zu Hause die Aufzeichnung des Gesagten parallel zu ihren eigenen Notizen anzuhören und so eine bessere Verständnis und Wiederverwendbarkeit ihrer Notizen zu erreichen. Dabei wird der aktuelle Text mit voller Farbe dargestellt, der Rest ist abgeblendet. Bereits während der Vorlesung ist es möglich, dass nur ein Teilnehmer schreibt und alle anderen den Fortschritt in der geteilten Notiz beobachten können und ggf. Anmerkungen hinzufügen.
Durch Einbindung einer Schnittstelle zur Apple iCloud, ist es möglich, die Notizen an allen verbundenen Geräten zu öffnen und zu bearbeiten. Weitere Nutzer können über eine Schaltfläche in die bestehende Notiz eingeladen werden.
Die App wurde in 30 Sprachen übersetzt und steht in 167 Ländern zum Download im Apple App Store bereit. Sie verfügt über ein Übersetzungstool, welches durch einfaches Einkreisen von Sätzen oder ganzen Seiten, automatisch eine Übersetzung erstellt; visuell und audio – hierdurch wird die weltweite Zusammenarbeit der User gefördert.

## Technische Details und Funktionen
Als eine der ersten Notiz-Apps hatte CollaNote von Beginn an einen Smart Darkmode – sogar für PDF. Bis dahin war es üblich, sich vor Beginn der Notizen für ein helles oder dunkles Template als Vorlage zu entscheiden. CollaNote unterstützt die Funktionen des Apple Pencil 2. Generation: zweifaches Tippen auf dem Pencil bewirkt ein Umschalten zwischen Radierer und zuletzt verwendetem Schreibtool. Die Neigung des Stiftes ändert die Größe der Fläche des partiellen Radierers und bewirkt bei Verwendung des Bleistift-tools eine Schraffur.
Weitere Merkmale:
- Unterstützung der Zusammenarbeit in Echtzeit für unbegrenzt viele User.
- Passwort-Schutz von Notizen.
- Geometrische Werkzeuge und automatische Formen, Kurven- und Füllwerkzeuge.[35][36]
- Handschrift kann während des Schreibens – mit Apples Kritzel Funktion – direkt in gedruckten Text, oder später mit Hilfe des Lasso-Tools in Maschinenschrift umgewandelt werden.
- Scribble to erase: während des Schreibens kann der User über Geschriebenes „kritzeln“ dies bewirkt ein Löschen der gezeichneten Elemente.
- Dokumente können vom Nutzer direkt in die Notiz gescannt werden.[37]
- Links können in der Notiz geöffnet werden, als Vorschau oder komplette Website. Dies ermöglicht, mit dieser Webseite in der Notiz zu arbeiten ohne zwischen mehreren Fenstern wechseln zu müssen – eine einzigartige Funktion bei Notiz-Apps.
- Es gibt eine Vielzahl unterschiedlicher Laserpointer, welche die Zusammenarbeit mehrerer User in einer Notiz stark erleichtern.

Im Juli 2023 wurde CollaNote 2.0 zum Download bereitgestellt.
Neu in dieser Version ist die Vektor-Handschrift-Engine: Diese generiert in der ersten Version 25 neue Stifte, vom Füller, über neue Bleistifte und Pinsel bis hin zu 3D-Hologramm-Stiften, ein Novum in Notiz-Apps. Notizen können ab Version 2.0 in hochwertige PDF mit Vektorgrafik exportiert werden. Im Gegensatz zu einer Rastergrafik entsteht kein Qualitätsverlust bei einer Vergrößerung des PDF. Durch die neu entwickelte Handschrift-Engine wurde der Stromverbrauch stark vermindert, was eine doppelt so lange Nutzung der App ermöglicht.
Im August 2024 wurde CollaNote 3.0 veröffentlicht, mit neu gestalteter Benutzeroberfläche (UI/UX). Neu sind die nun scrollbare Haupttoolbar, das neue Arc-Menü, für Apple Pencil Pro und Apple Pencil 2. Generation, welches einen schnellen Zugriff auf Werkzeuge ermöglicht, sowie AI-gesteuerte Funktionen wie ein AI-Rechner für handschriftliche Notizen, AI-generierte Sticker und ein AI-Assistent für Fragen.

## Funktionen für die Zusammenarbeit/Öffentliche Notizen
Nach der Installation der App, stehen den Usern in CollaNote öffentlich zugängliche Notizen, welche als „Public Note“ und „Question Room“ bezeichnet werden, zur Verfügung. Hier können User, nach einem Login, mit anderen Usern kommunizieren. Es können Fragen zur Benutzung der App gestellt werden, welche durch andere User oder Moderatoren sofort beantwortet werden. Durch das eingebaute Übersetzungstool spielt die verwendete Sprache eine untergeordnete Rolle. Man muss den Text nur mit einem Lasso einkreisen und sofort erscheint eine Übersetzung. Dies ermöglicht eine universelle weltweite Nutzung. Diese Notizen werden sehr stark von sogenannten „Artists“ frequentiert. Sie können hier in Echtzeit ihre Kunst und Zeichnungen erstellen und parallel mit den anderen Nutzern kommunizieren. Besonders talentierte Artists erhalten einen Artist-Tag, der weitere Rechte beinhaltet. Wie man in den sozialen Netzwerken an vielen Stellen lesen kann, ist dieser ähnlich begehrt, wie die „blauen Haken“ bei vielen anderen Plattformen. Die entstandenen Kunstwerke werden häufig in anderen sozialen Medien gepostet.

## Synchronisierung und Speicher
CollaNote nutzt für die Speicherung der Notizen den eingebauten Speicher des Gerätes, auf dem die App betrieben wird. Wahlweise kann man iCloud hierfür nutzen. Bei Nutzung der iCloud werden Notizen automatisch auf allen mit diesem iCloud Account verbundenen Geräten synchronisiert. Dies ermöglicht, dass auf dem Macbook erstellte Notizen auch auf dem iPad oder dem iPhone zur Verfügung stehen und dort weiter benutzt werden können.